# Chráněná krajinná oblast Lužické hory
Chráněná krajinná oblast Lužické hory (CHKO Lužické hory; pol. Obszar Chronionego Krajobrazu Góry Łużyckie) – ustanowiony 12 kwietnia 1976 roku obszar chronionego krajobrazu znajdujący się w północnych Czechach, w należącej do tego państwa części Gór Łużyckich, w granicach administracyjnych krajów usteckiego i libereckiego.

## Położenie
Obszar Chronionego Krajobrazu Góry Łużyckie zajmuje powierzchnię 270,72 km², Położony jest między workiem šluknovskim a workiem frydlanckim w północnych Czechach, przy granicy z Niemcami. Zachodnia część CHKO leży w granicach administracyjnych kraju usteckiego, wschodnia zaś – libereckiego. Teren CHKO Lužické hory graniczy z innymi czeskimi obszarami chronionymi: Parkiem Narodowym Czeska Szwajcaria, CHKO České středohoří oraz CHKO Labské pískovce.

## Charakterystyka

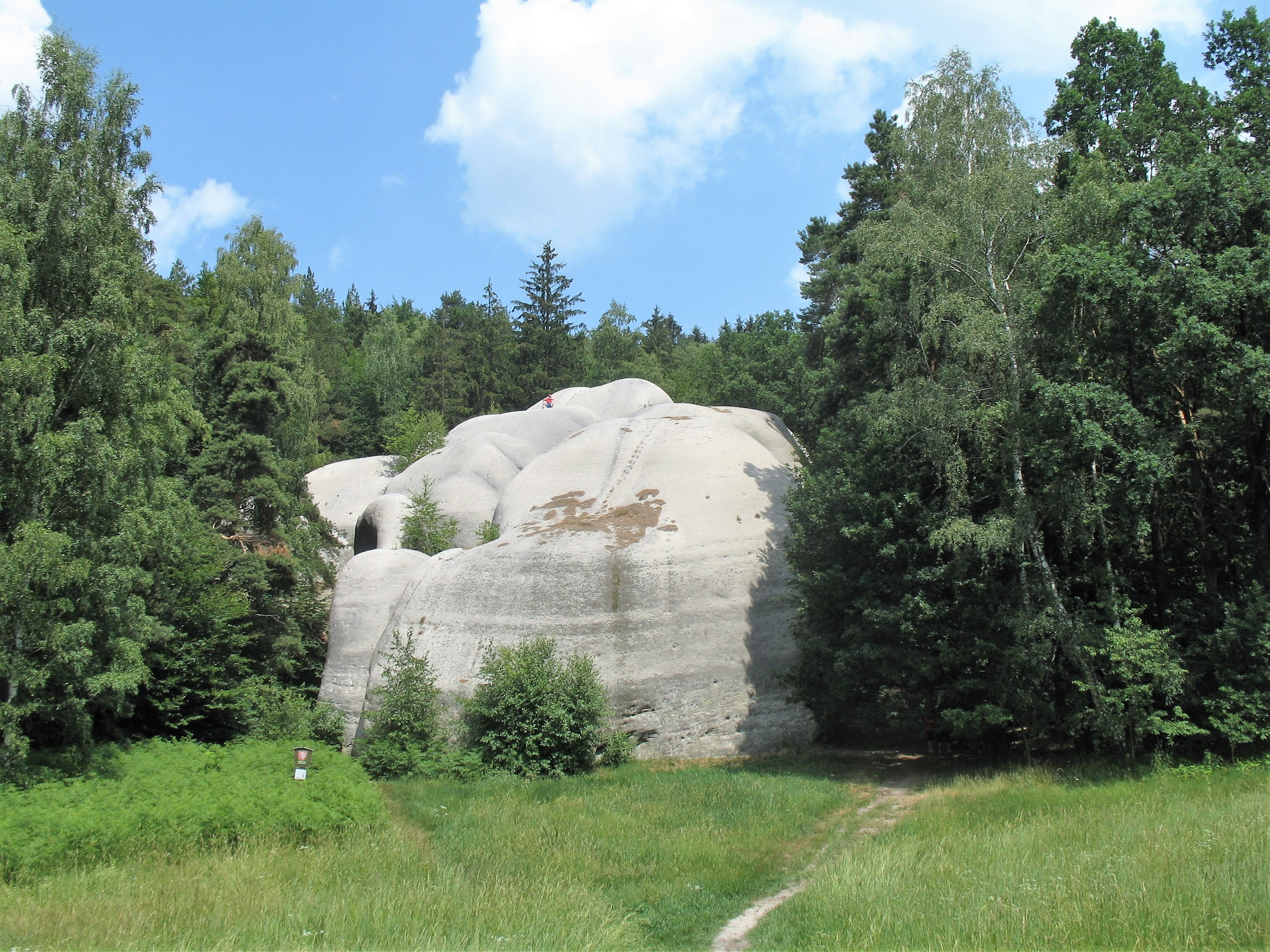
Jedna z formacji z piaskowca (2018)

Pasmo Gór Łużyckich rozciąga się między Górami Połabskimi na zachodzie a Ještědsko-kozákovským hřbetem na wschodzie. Od północy ogranicza je Obniżenie Żytawsko-Zgorzeleckie oraz Pogórze Łużyckie, zaś od południa – Ralská pahorkatina i Średniogórze Czeskie. Na terenie CHKO Lužické hory znajdują się najwyższe szczyty tego pasma – Luž (793 m n.p.m.), Pěnkavčí vrch (792 m n.p.m.), Jedlová (774 m n.p.m.) z wieżą widokowa oraz Hvozd (749 m n.p.m.).
Główny grzbiet Gór Łużyckich zbudowany jest ze skał magmowych – trachitów, fonolitów i bazaltów, zaś wzdłuż południowych i północnych stoków ciągną się formacje piaskowcowe, miejscami tworzące miasta skalne. Sporadycznie występują tu również inne skały osadowe – zlepieńce i wapienie jurajskie – a na północnych krańcach CHKO – granit rumburski. W wielu miejscach warstwy skał osadowych poprzebijane są skałami wulkanicznymi. Na wschodnim krańcu Obszaru zachowały się natomiast żwiry i piaski naniesione przez lądolód.
W piargu na zboczu góry Suchý vrch znajduje się Naděje – jedyna w Czechach jaskinia lodowa o długości 30 m i głębokości 6 m.

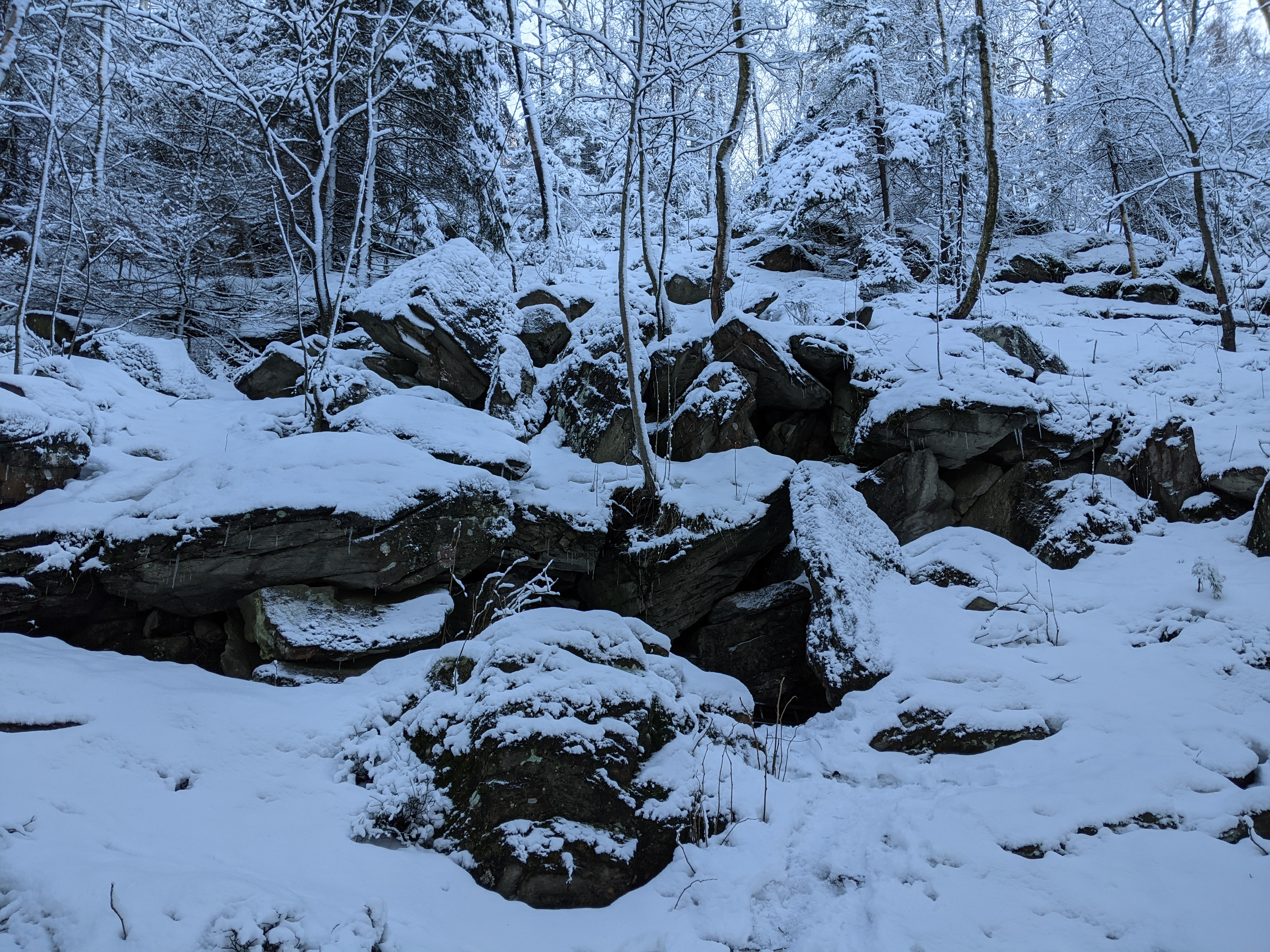
Wejście do jaskini Naděje (jaskinia lodowa) (2022)

Góry Łużyckie są w większości (66% powierzchni) pokryte są lasami. Współcześnie dominuje świerk, zaś na szczytach gór i w trudno dostępnych i oddalonych miejscach zachowały się pozostałości pierwotnych drzewostanów złożonych z buka, jodły, klonu i wiązu. Na szczycie góry Klíč zachował się unikalny las dębowy, natomiast we wsi Krompach rosną wielowiekowe cisy. Na obszarach wylesionych krajobraz współtworzą łąki oraz pastwiska poprzetykane siecią zagajników, wzdłuż potoków występują zaś szuwary i łęgi.
Walory krajobrazowe CHKO Lužické hory podkreśla również tradycyjna łużycka architektura z malowniczymi domami zrębowymi z dwuspadowymi dachami. Na całym obszarze liczne są szlaki turystyczne, ścieżki dydaktyczne i trasy rowerowe, zimą natomiast jest to popularny teren do wędrówek na nartach biegowych.